# Editus Luxembourg
Editus Luxembourg SA est l’éditeur officiel des Pages Jaunes et Pages Blanches du Luxembourg. Cette filiale du groupe POST Luxembourg est notamment active dans les petites annonces, la publicité en ligne et le marketing direct. Elle se positionne aujourd’hui comme agence marketing et propose aux entreprises locales des solutions digitales, telles que la création de site internet, la publicité sponsorisée, le community management, l’e-mailing, l’analyse de data, le marketing automation.

## Historique
Editus est fondée en juin 1974 sous le nom d'Edition Kompass Luxembourg Sàrl. L’entreprise est responsable de la production et la distribution des annuaires téléphoniques du Luxembourg. Le premier annuaire d'entreprises Telefonsbuch Kompass est publiée en 1980. La première édition des Ligne Bleue, actuellement connues sous le nom de Pages Jaunes, sort trois ans plus tard. En 1991, Edition Kompass Luxembourg est renommée Editus Sàrl. L'entreprise adopte le nom Editus Luxembourg SA lorsqu'elle devient la filiale du groupe P&T (POST Luxembourg) en 1995.
À l'aube des années 2000, l’entreprise développe la version numérique de son support papier à travers le service Editus.lu ; un moteur de recherche qui répertorie les contacts, adresses, numéros de téléphone, fax et GSM des professionnels du Luxembourg et de la Grande Région.
En 2011, la société quitte ses bureaux au Quartier de la gare de Luxembourg-ville pour s'installer dans la commune de Kayl. L'immeuble qui abrite le nouveau siège social d’Editus est le premier bâtiment du Luxembourg à obtenir la certification environnementale « Gold » de la DGNB (Deutsche Gesellschaft für Nachhaltiges Bauen). Ce bâtiment innovant se veut un modèle de construction responsable. L'immeuble est conçu à partir de matériaux certifiés et durables, il utilise des dalles actives au niveau de la climatisation, ainsi qu’un système automatique pour l’éclairage et les stores. Sa construction a coûté 15,5 millions d’euros au groupe P&T. 
En 2012, son actionnaire PagesJaunes Groupe cède 38,92% de ses parts à POST Luxembourg, qui devient actionnaire à hauteur de 89,92% de la société Editus. Le groupe PagesJaunes conserve toutefois 10,08% du capital d'Editus, à travers la filiale Euro Directory. 
Le groupe POST Luxembourg détient actuellement 100% des parts de la société Editus Luxembourg SA.

### Data Driven Marketing
Grâce à son activité d’annuairiste, Editus accumule un grand nombre d’informations sur les entreprises du Grand-Duché. Mais c’est en 2016, après le rachat de la société Solvalux, que la filiale du groupe POST Luxembourg devient une société axée sur le Data Driven Marketing. Aujourd’hui, Editus commercialise l’accès aux données légales et financières de plus de 160 000 entreprises locales.

### ONE et NEO
En 2019, la société transforme son métier de mise en relation en créant la marque ONE. Cette offre est basée sur l’accompagnement des entreprises locales ayant peu de ressources à consacrer à leur marketing.
En 2020, la crise sanitaire du Covid-19 révèle la nécessité pour les petites entreprises et commerçants de se numériser. Editus décide ainsi d'étoffer son offre ONE en proposant des solutions de vente en ligne. En parallèle, la société développe la marque NEO, une offre qui s’adresse aux entreprises avec une maturité digitale plus importante.
En juin 2021, Editus annonce une transformation profonde de ses activités et se repositionne en tant qu’agence marketing.

## Annuaires téléphoniques
L'entreprise édite quatre annuaires différents: Editus Pro (Pages Jaunes), Editus d'Telefonsbuch (Pages Blanches), Editus B2B et Editus Net. Le tirage de son annuaire téléphonique est ajusté chaque année selon la demande, passant de 200 000 exemplaires en 2012 à 45 000 exemplaires en 2022.

## Annuaire en ligne
La plateforme Editus.lu répertorie toutes les informations que l'on retrouve dans l'imprimé. Ce service est également accessible sur mobile, via une application disponible sur Google Play et App Store. Depuis 2021, la plateforme intègre un système de commande en ligne en partenariat avec certains commerçants luxembourgeois.